# Rosilette dos Santos
Rosilette dos Santos (Castro, 28 de junho de 1975) é uma pugilista brasileira, campeã mundial feminina do peso-galo.
De origem humilde, iniciou no boxe amador em 2001 e profissional em 2003, sob incentivo do ex-boxeador Macaris do Livramento, que se tornaria seu marido e técnico. Em 17 de setembro de 2008  conquistou o título de peso-galo feminino da desconhecida Comissão Mundial de Boxe, ao vencer a argentina Paula Monteiro em São José dos Pinhais.
Na noite de 10 de dezembro de 2011, a pugilista unificou os títulos da Women’s International Boxing Association (Wiba) e da World Pugilist Commission (WPC) ao vencer, por pontos, a colombiana Paulina Cardona. A luta ocorreu no Ginásio Ney Braga, na cidade de São José dos Pinhais